# Gredstedbro Boldklub
Gredstedbro Boldklub (stiftet 10. maj 1941) er en dansk fodboldklub, hvis førstehold spiller i de lokale serier under Jydsk Boldspil-Union (JBU), hjemhørende i Gredstedbro i Esbjerg Kommune.

## Kendte spillere
- John Lauridsen
- Martin Rauschenberg

## Ekstern kilde/henvisning
- Gredstedbro Boldklubs Historie Arkiveret 15. september 2013 hos  Wayback Machine på deres officielle hjemmeside

| Fodbold | Spire Denne artikel om en dansk fodboldklub er en spire som bør udbygges. Du er velkommen til at hjælpe Wikipedia ved at udvide den. |